# 桔梗ブラザーズ

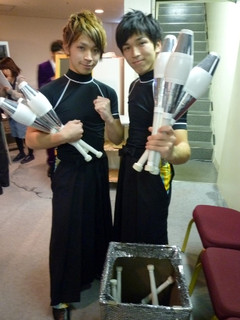
桔梗ブラザーズ

桔梗ブラザーズ（ききょうブラザーズ）は、日本の兄弟ジャグラー。神奈川県横浜市出身。ボール、クラブによるジャグリング、ディアボロなどを行うが、特に2人でクラブを投げ合うクラブパッシングでは世界大会で銀賞を獲得している。

## メンバー
- 桔梗 篤 （ききょう あつし、1988年4月4日 - [1]）日本大学高等学校卒業。
- 桔梗 崇 （ききょう たかし、1990年9月8日 - [1]）

2009年には、シルク・ドゥ・ソレイユアーティストに登録されている。

## 受賞歴
- 2002年 第一回埼玉チューリップフェスティバル 大道芸パフォーマンスコンテスト 優勝
- 2002年 第一回YDC（横浜大道芸倶楽部）フェスティバル 優勝
- 2003年 ジャパン・ジャグリング・フェスティバル（JJF2003）チーム部門 優勝
  - 個人部門優勝 桔梗崇（最年少）
- 2003年 第一回江の島大道芸コンテスト 優勝
- 2004年 ジャパン・ジャグリング・フェスティバル（JJF2004）チーム部門 優勝 史上初の連続優勝を獲得
- 2004年 静岡こころカップ 優勝
- 2005年 International Jugglers Association世界大会（IJA2005）銀賞 日本人として初めての決勝進出者でもある
  - ジュニア部門（17歳以下）銅賞 桔梗崇
- 2005年 World Juggling Federation（WJF2005）ラスベガス競技会 チーム部門 銀賞
  - ビギナーズ部門（15歳以下）優勝/アドバンス部門（年齢無制限）5位 桔梗崇
- 2006年 ジャパン・ジャグリング・フェスティバル（JJF2006）以下の部門で1位
  - 9クラブパス、10クラブパス、11クラブパス
  - 個人部門としても、エンデュランス（5クラブカスケード）で桔梗崇が共に1位
- 2007年 ジャパン・ジャグリング・フェスティバル（JJF2007）チーム部門 優勝
  - 個人部門としても、エンデュランス（5クラブカスケード）、ナンバーズ（6ボールシャワー）で桔梗崇が共に3位
- 2008年 International Jugglers Association世界大会（IJA2008）銀賞
  - ジュニア部門（17歳以下）優勝 桔梗崇